# Barbara Bronisława Czarnowska
Barbara Bronisława Czarnowska (ur. 4 grudnia 1810 w Strugach, zm. 23 października 1891 w Warszawie) – podchorąży Wojska Polskiego, odznaczona Krzyżem Virtuti Militari.

## Młodość
Urodziła się w rodzinie o tradycjach legionowych. W listopadzie 1830 roku przyjechała do Warszawy ze wsi Strugi, gdzie jej rodzice dzierżawili niewielki folwark. Rodzina była szlachecka, choć niezamożna. Jej ojciec, Klemens Czarnowski i matka, Ewa ze Stokowskich, mieli w stolicy serdecznych przyjaciół, państwa Orłowskich, pod opieką, których zatrzymała się Czarnowska.

## Początki kariery wojskowej
Szybko włączyła się w prace Towarzystwa Dobroczynności Patriotycznej Warszawianek. Jako pielęgniarka ochotniczka opiekowała się rannymi i chorymi żołnierzami. 18 kwietnia 1831 roku przebrana za mężczyznę, w mundurze i z obciętymi włosami, zgłosiła się na ochotnika do obozu wojskowego na Pradze. Dzięki uporowi i determinacji uzyskała przydział kadeta 1 Pułku Jazdy Augustowskiej. 6 i 7 września uczestniczyła w obronie Warszawy między rogatkami Jerozolimskimi i Wolskimi.

## Bitwa pod Sierpcem
Podczas walk na Mazowszu, jesienią 1831 roku, Czarnowska brała udział w potyczce w okolicach Sierpca. W opracowaniu Michała Brensztejna z 1902 r., w którym autor powołuje się na pamiętnik Bronisławy Czarnowskiej, można przeczytać: Czarnowska poderwała do kontrataku zmęczonych powstańców w czasie ich wycofywania. Zmęczony i wygłodzony polski pułk zaatakowany został przez doborowy oddział rosyjski. Czarnowska rzuciła się wtedy w sam środek nieprzyjaciela, czym w szeregach wywołała taki entuzjazm, że Polacy, zadawszy przeciwnikowi duże straty, zmusili do ucieczki jazdę rosyjską. Autor pisze dalej po jej [bitwy] zakończeniu szukano Czarnowskiej kilka godzin, a odnalazłszy wreszcie, pod stosem trupów nieprzyjaciela, kompani stwierdzili z ulgą, że na szczęście, że żyje, a jedynie omdlała przygnieciona truchłem konia.
Za bohaterską postawę w czasie tej bitwy, rozkazem Naczelnego Wodza Wojsk Polskich, 3 października 1831 r. została odznaczona Krzyżem Srebrnym Orderu wojennego Virtuti Militari. Była trzecią kobietą w historii Polski uhonorowaną tym odznaczeniem.

## Późniejsze losy
W 1836 r. wyszła za mąż za wdowca Kazimierza Zakrzewskiego, właściciela majątku we wsi Żaby pod Błoniem. W 1841 r. owdowiała. Z drugim mężem, Stanisławem Żbikowskim, wróciła do Warszawy. Nabyła w 1841 r. na Rynku Starego Miasta wąską kamienicę noszącą dzisiaj numer 21A.
Zmarła 23 października 1891 roku w Warszawie. Na jej pogrzeb 26 października 1891 r. do katedry św. Jana przybyło mnóstwo żałobników, tak że „wąż ludzki, przeważnie starych mieszkańców Starego Miasta towarzyszył pochodowi żałobnemu w to miejsce cmentarza Powązkowskiego, na którem (kwatera 29, rząd 2, grób 17)(kw. 29-2-17)

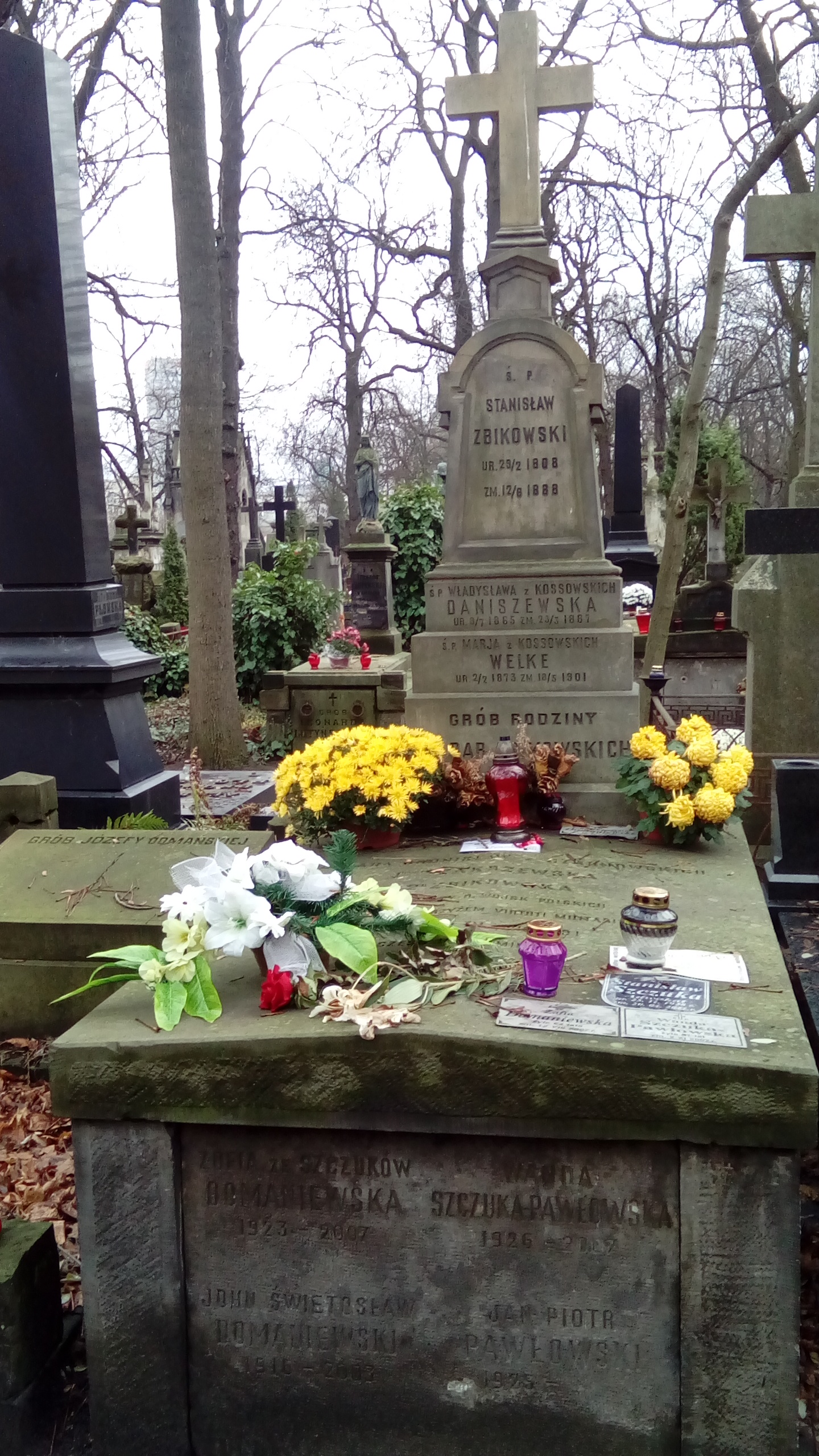
Grób Barbary Czarnowskiej i Wandy Szczuki-Pawłowskiej na cmentarzu Powązkowskim

## Pamięć o Czarnowskiej dziś

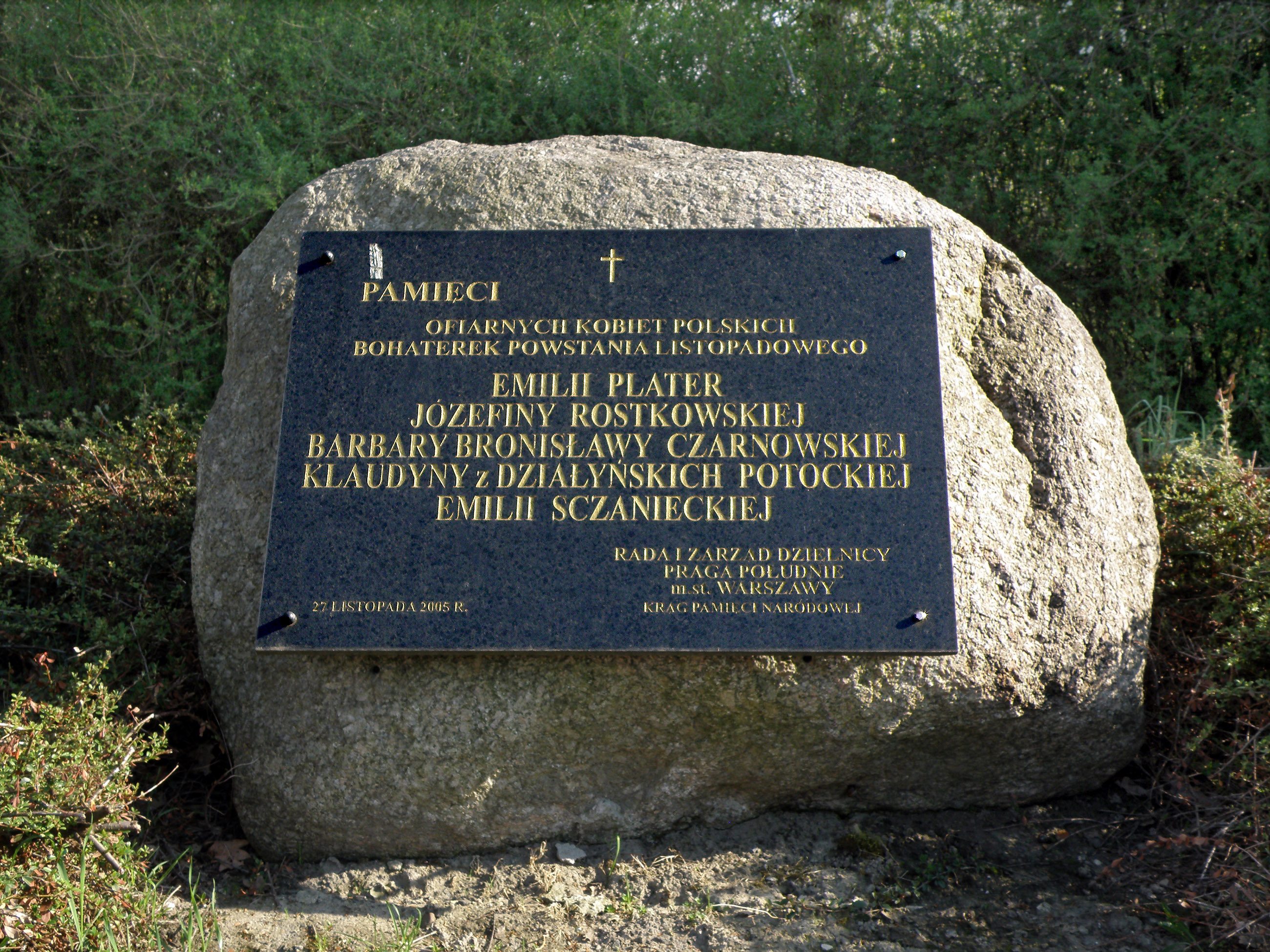
Głaz pamięci. Wśród bohaterek powstania listopadowego w tym miejscu uhonorowanych jest Barbara Bronisława Czarnowska.

Pamięć o powstańczych losach Barbary Czarnowskiej przywróciła po niemal 180 latach w 2009 r. redaktor Beata Gębalska publikacją w „Kurierze Warszawskim”, bazując na odkryciach potomka bohaterki w jego archiwum rodzinnym.
Z kolei w 2010 r. z inicjatywy varsavianisty Artura Nadolskiego, specjalizującego się w historii Woli, nadano wolskiej Szkole Podstawowej nr 221 imię Barbary Bronisławy Czarnowskiej. Podczas uroczystości nadania imienia patronki odegrano inscenizację opisanych wyżej walk powstańczych, które w rzeczywistości rozgrywały się kilkaset metrów od szkoły.
W Sierpcu, gdzie Czarnowska wsławiła się w bitwie z 1831 roku, w 180. rocznicę wybuchu powstania listopadowego, w miejscu gdzie złożono szczątki powstańców, odsłonięto ku ich czci tablicę pamiątkową. Znalazło się również na niej miejsce, o bohaterskiej walce dwudziestoletniej wówczas Czarnowskiej.
W 2011 roku ukazała się książka Artura Nadolskiego pt. Z szablą na Moskala opowiadająca o historii postaci Barbary Czarnowskiej. Jest to pierwsze znaczące opracowanie biografii Barbary Czarnowskiej od czasu wydania broszury Michała Brensztajna w 1902 r.